# Peter H. Jackson
 Der er flere personer med dette navn, se Peter Jackson (flertydig).
Peter Herbert "Jacko" Jackson (født 15. november 1912, død 5. februar 1983) var en engelsk roer.
Jackson vandt ved OL 1936 i Berlin en sølvmedalje for Storbritannien i firer uden styrmand, hvor Martin Bristow, Alan Barrett og John Sturrock udgjorde resten af besætningen. I finalen blev briterne besejret af den tyske båd, der vandt guld, mens Schweiz fik bronze. Det var det eneste OL han deltog i.

## OL-medaljer
- 1936:  Sølv i firer uden styrmand